# ماژول حافظه خطی دوگانه غیرفرار
حافظه پایدار دوخطی (NVDIMM) (به انگلیسی: non-volatile dual in-line memory module) نوعی از حافظه اصلی با دسترسی تصادفی است با این تفاوت که داده‌ها در این نوع حافظه‌ها (NVDIMM) بر خلاف حافظه‌های اصلی مرسوم، با قطع شدن جریان برق از بین نخواهند رفت.

## انواع
بر اساس سازمان استاندارد JEDEC، این حافظه‌ها در انواع P، F و N تعریف می‌شوند و تفاوت آنها در فناوری‌هایی است که در آن‌ها به کار گرفته شده است.  نقطه اشتراک همگی آن‌ها استفاده از یک منبع انرژی پشتیبان بر روی برد اصلی است. البته نوع دیگری هم خارج از استاندارد این سازمان وجود دارد که NVDIMM-X نام گرفته‌است.

## نگاه به آینده
متخصصین این زمینه امیدوارند اینگونه فناوری‌ها موجب ثبات امنیت داده در اثر بروز رخدادهای غیرمنتظره باشد.